# آلدا مرینی
آلدا مرینی (ایتالیایی: Alda Merini؛ ۲۱ مارس ۱۹۳۱ – ۱ نوامبر ۲۰۰۹) یک شاعر، و نویسنده اهل ایتالیا بود. وی برنده جایزه ویارجو (۱۹۹۶) شده است